# Йозеф Беранек
Йозеф Беранек (чеськ. Josef Beránek; нар. 25 жовтня 1969) — чеський хокеїст, центральний нападник. Олімпійський чемпіон.

## Клубна кар'єра
У чемпіонаті Чехословаччини виступав за «Літвінов» і «Дуклу» (Тренчин). За чотири сезони провів у лізі 153 матчі і закинув у ворота суперників 73 шайби. В 1989 році, на драфті новачків Національної хокейної ліги, був обраний у четвертому раунді клубом «Едмонтон Ойлерс». Через два роки дебютував у найсильнішій лізі світового хокею; грав за «Едмонтон Ойлерс», «Філадельфія Флаєрс», «Ванкувер Канакс» і «Піттсбург Пінгвінс». У регулярних чемпіонатах провів 531 матч, 262 очка (118+144); у кубку Стенлі — 57 матчів, 13 очок (5+8).
В перервах між заокеанською кар'єрою виступав за найсильніший чеський клуб другої половини 90-х років — «Петру». У складі всетінського клубу тричі здобував перемоги у чемпіонатах Чехії. Після повернення на батьківщину, протягом дев'яти сезонів, захищав кольори празької «Славії». У цей час столична команда двічі була найсильнішою в національній лізі. В сезоні 2003/04 Йозеф Беранек набрав 63 очки і став найкращим бомбардиром чемпіонату. Всього в екстралізі провів 627 матчів і забив 190 голів.

## Виступи у збірних
У складі молодіжної збірної Чехословаччини здобув бронзову нагороду чемпіонату світу 1989 року.
Кар'єра у національній збірній тривала протягом п'ятнадцяти років. Спочатку захищав кольори Чехословаччини, а після розподілу країни — її провонаступниці, збірної Чехії. Дебютував 16 грудня 1989 року в Москві. Відзначився першим голом у ворота фінів, а завершився поєдинок перемогою команди Бераника з рахунком 5:3.
На Олімпійських іграх 1998 у Нагано здобув золоту нагороду (шість матчів, один гол). Учасник п'яти чемпіонатів світу: 1991, 1993, 1994, 1998, 2004. На двох турнірах отримував бронзові медалі. За збірну Чехословаччини виступав на кубку Канади 1991 року, а за збірну Чехії — кубку світу 1996. На головних хокейних турнірах провів 52 матчі (10 голів), а всього за збірні Чехословаччини і Чехії — 119 поєдинків та 26 закинутих шайб.
Входить до почесного «Клубу хокейних стрільців» — списку найрезультативніших гравців збірної Чехії та національної ліги (289 голів). Із врахуванням заокеанського періоду, його доробок становить 1487 проведених матчів і 412 закинутих шайб у ворота суперників.

## Досягнення
- Олімпійський чемпіон (1): 1998
- Бронзовий призер чемпіонату світу (2): 1993, 1998
- Бронзовий призер молодіжного чемпіонату світу (1): 1989
- Чемпіон Чехії (5): 1995, 1997, 1998, 2003, 2008